# Marcaria
Marcaria é uma comuna italiana da região da Lombardia, província de Mântua, com cerca de 6.965 habitantes. Estende-se por uma área de 89 km², tendo uma densidade populacional de 78 hab/km². Faz fronteira com Acquanegra sul Chiese, Borgoforte, Bozzolo, Castellucchio, Curtatone, Gazoldo degli Ippoliti, Gazzuolo, Redondesco, San Martino dall'Argine, Viadana.

## Demografia
| Variação demográfica do município entre 1861 e 2011                               |
|                                                                                   |
| Fonte: Istituto Nazionale di Statistica (ISTAT) - Elaboração gráfica da Wikipedia |